# Sorengo
Sorengo är en ort och kommun  i distriktet Lugano i kantonen Ticino, Schweiz. Kommunen har 2 139 invånare (2023).
Kommunen består av ortsdelarna Cortivallo,  Cremignone och Sorengo.